# Bolboceratex rhodesianus
Bolboceratex rhodesianus är en skalbaggsart som beskrevs av Rudolph Petrovitz 1973. Bolboceratex rhodesianus ingår i släktet Bolboceratex och familjen Bolboceratidae. Inga underarter finns listade.